# 간 소시지
간 소시지(肝sausage)는 동물의 간을 넣어 만든 소시지이다.

## 사진 갤러리

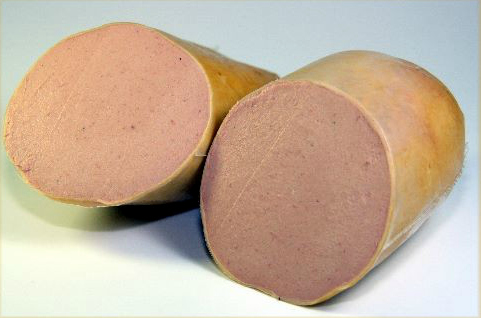
레버부르스트
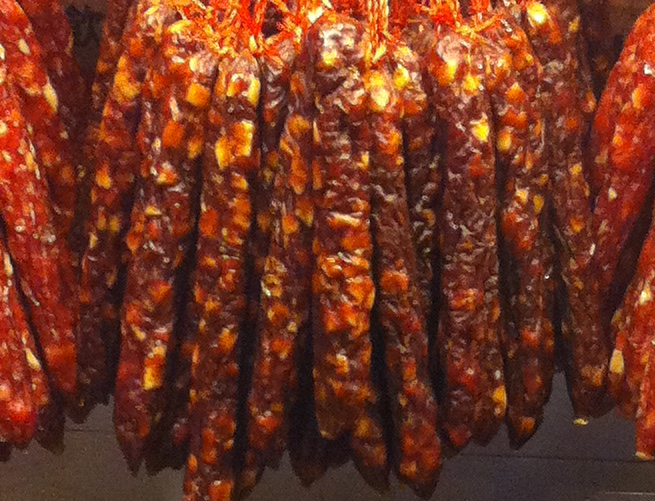
연청
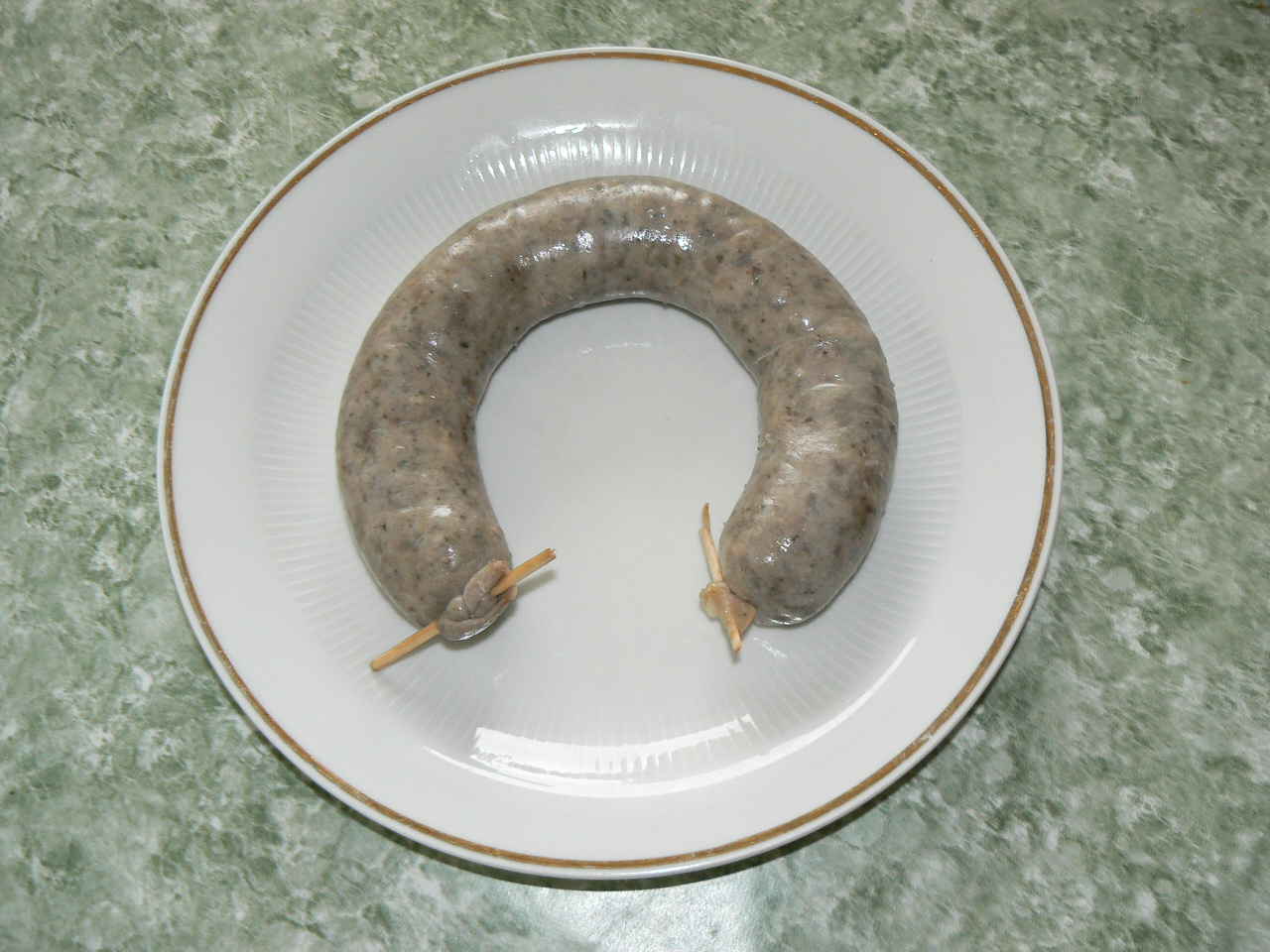
이트르니체

## 같이 보기
- 선지 소시지